# European Triode Festival
European Triode Festival (ETF) – cykliczna impreza dla miłośników techniki lampowej z całego świata organizowana od 2000 roku w różnych miastach Europy Zachodniej, m.in. w latach 2009–2011 w Stella-Plage (Francja), a od roku 2012 w Berlinie (Niemcy). Podczas festiwalu jego uczestnicy demonstrują własnoręcznie wykonane urządzenia, np. wzmacniacze audio oparte na triodach oraz prowadzą o nich dyskusje.